# سمیر لیما دی آراخو
سمیر لیما دی آراخو (به پرتغالی: Samir Lima de Araújo) مهاجم اهل برزیل است که در شهر Tuiuti و در تاریخ ۲۵ اکتبر ۱۹۸۱ به دنیا آمده‌است.
سمیر لیما دی آراخو در تیم‌های فوتبال Bragantino سابقهٔ حضور دارد.